# Las Dunas de Maspalomas
Las Dunas de Maspalomas este o arie protejată (arie specială de conservare — SAC, sit de importanță comunitară — SCI) din Spania întinsă pe o suprafață de 360 ha, integral pe uscat.

## Localizare
Centrul sitului Las Dunas de Maspalomas este situat la coordonatele 27°44′34″N 15°34′58″W / 27.7428°N 15.5829°V.

## Înființare
Situl Las Dunas de Maspalomas a fost declarat sit de importanță comunitară în octombrie 1999 pentru a proteja un număr necunoscut de specii din flora spontană și fauna sălbatică aflate în arealul zonei. Situl a fost protejat și ca arie specială de conservare în ianuarie 2010.

## Biodiversitate
Situată în ecoregiunea , aria protejată conține 5 habitate naturale: Galerii și tufărișuri riverane sudice (Nerio-Tamaricetea și Securinegion tinctoriae), Dune mobile cu vegetație embrionară, Lagune de coastă, Dune de coastă fixe cu vegetație erbacee („dune gri”), Pajiști umede mediteraneene cu ierburi înalte de Molinio-Holoschoenion.
La baza desemnării sitului se află un număr nedeclarat de specii protejate.